# Iphinoe echinata
Iphinoe echinata là một loài ốc biển nhỏ, là động vật thân mềm chân bụng sống ở biển thuộc họ Capulidae.